# Nott Corona
Nott Corona est une corona, formation géologique en forme de couronne, située sur la planète Vénus par -32,3° S et 202° E. Elle est localisée dans le quadrangle d'Isabella. Elle a été nommée en référence à Nott, déesse scandinave de la Terre. 

## Géographie et géologie
Nott Corona couvre une surface circulaire d'environ 150 km de diamètre. 